# Два сандука динамита
„Два сандука динамита” је југословенски ТВ филм из 1980. године. Режирао га је Марио Фанели а сценарио су написали Иво Брешан и Симо Гајин.

## Улоге
| Глумац              | Улога |
| ------------------- | ----- |
| Борис Дворник       |       |
| Миодраг Радовановић |       |
| Мустафа Надаревић   |       |
| Божидар Орешковић   |       |
| Звонимир Торјанац   |       |
| Милан Срдоч         |       |
| Марија Секелез      |       |
| Младен Црнобрња     |       |
| Нико Павловић       |       |
| Дарко Срића         |       |

Остале улоге  ▼
| Глумац           | Улога |
| ---------------- | ----- |
| Душко Груборовић |       |
| Милан Плећаш     |       |
| Давор Борчић     |       |
| Зоран Чирић      |       |
| Петар Бунтић     |       |
| Владо Шимац      |       |
| Јосип Дуић       |       |